# Mirganj (ort i Indien)
Mirganj är en ort i Indien.   Den ligger i distriktet Gopālganj och delstaten Bihar, i den nordöstra delen av landet, 800 km öster om huvudstaden New Delhi. Mirganj ligger 69 meter över havet och antalet invånare är 23 579.
Terrängen runt Mirganj är mycket platt. Runt Mirganj är det mycket tätbefolkat, med 2 181 invånare per kvadratkilometer. Närmaste större samhälle är Siwan, 17,1 km söder om Mirganj. Trakten runt Mirganj består till största delen av jordbruksmark.